# 黃綬 (正統進士)
黃綬（1404年—？），字文璽，直隸順天府谷縣人，軍籍。明朝政治人物。進士出身。

## 生平
順天府鄉試第三十三名。正統十年（1445年）乙丑科會試第一百三十一名，殿試登進士第三甲第八十五名。

## 家族
曾祖黃進卿。祖父黃仲禮，曾任兖州府司獄。父亲黃義。